# 挾間町挾間
挾間町挾間（はさままちはさま）とは、大分県由布市内の大字。郵便番号は879-5506。

## 地理
由布市の東部に位置し、大分川の北岸に位置する。旧挾間町の市街地をなす。下市、向原、北方、赤野と接し、大分川をはさんで鬼崎と接する。

## 歴史
- 1954年10月1日 - 大分郡挾間村・谷村・石城川村・由布川村が合併し、挾間村が成立。（大分郡挾間村大字挾間）
- 1955年4月1日 - 町制施行し、挾間町となる。（大分郡挾間町大字挾間）
- 2005年10月1日 - 挾間町・庄内町・湯布院町で新設合併、市政施行で由布市が成立。大字表記および、小字、「番地の」の「の」が廃止される。（由布市挾間町挾間）[3]。

## 小・中学校の学区
市立小・中学校に通う場合、学区は以下の通りとなる。
| 町名       | 小学校             | 中学校             |
| ---------- | ------------------ | ------------------ |
| 挾間町挾間 | 由布市立挾間小学校 | 由布市立挾間中学校 |

## 交通

### 鉄道
JR久大本線が通っている。駅はなく、最寄り駅は向原の向之原駅。

### バス
大分バス・由布市コミュニティバス・竹田市コミュニティバスが運行している。

### 道路
- 国道210号
- 大分県道51号別府挾間線
- 大分県道207号大分挾間線
- 大分県道516号向之原停車場線

## 施設

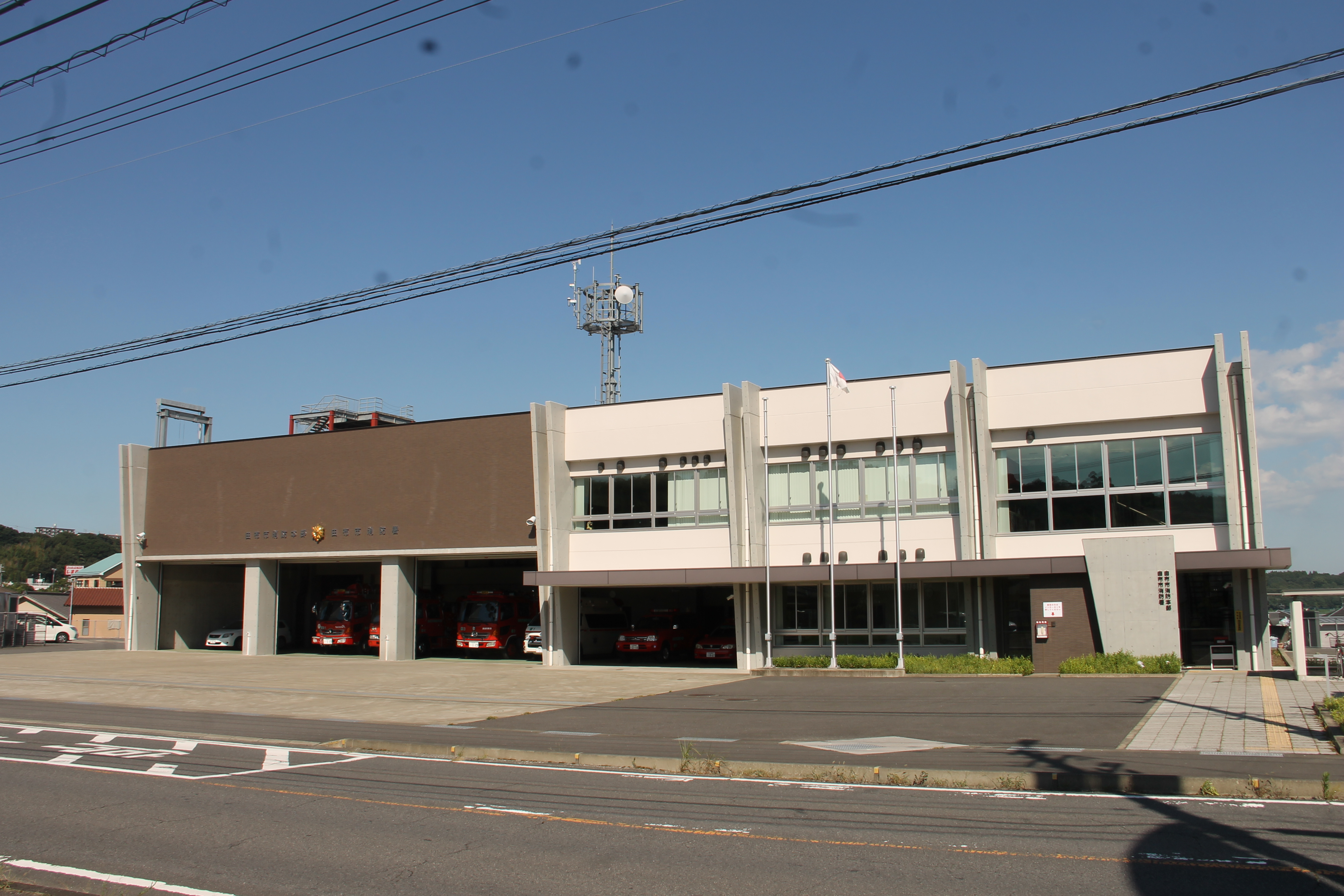
由布市消防本部

- 由布市消防本部由布市消防署
- 由布市立挾間保育園
- 由布市立図書館
- 由布市挾間公民館（はさま未来館）
- 初瀬井路